# Otto Kade
Otto Kade (6. maj 1819 i Dresden—19. juli 1900 i Doberan) var en tysk musikhistoriker.
Efter et årelangt studieophold i Italien stiftede han — til fremme for gammel kirkemusik — Cæcilia-foreningen i Dresden og blev 1860 dirigent for slotskoret i Schwerin og storhertugelig musikdirektør sammesteds. Hans omfattende liturgiske studier har sat frugt i forskellige musikhistoriske afhandlinger såvel som i bestræbelsen for at rense og hæve den lutherske kirkesang ved tilknytning dels til den gamle gregorianske sang, dels til kirkemusikken fra reformationens tidsalder. Han udgav en koralbog for Mecklenburg-Schwerin samt redigerede 5. bind af August Wilhelm Ambros’ musikhistorie med en betydelig samling toneværker fra den nederlandske periode i 15.—16. århundrede.